# Armand Apell
Armand Apell (Strasburgo, 16 gennaio 1905 – Strasburgo, 3 luglio 1990) è stato un pugile francese.

## Palmarès
- Giochi olimpici

Amsterdam 1928: argento nei pesi mosca.